# Convent de Sant Domènec (Girona)
El convent de Sant Domènec de Girona, fundat el 1253 pel bisbe Berenguer de Castellbisbal i consagrat l'any 1339, és un conjunt monumental format per dos claustres, el convent i una església d'estil gòtic primitiu català. L'edifici, declarat bé cultural d'interès nacional, és a la part de llevant de l'antic clos murallat de la ciutat. El convent de Sant Domènec, que es troba al Barri Vell de Girona, pròxim a la muralla medieval, constitueix un dels models més rellevants de fundació d'orde mendicant a Catalunya, atès que ha conservat la seva distribució inicial, malgrat les reformes sofertes. Les antigues dependències conventuals és ocupada per les instal·lacions de la Facultat de Lletres de la Universitat de Girona i la nau de l'església fa les funcions d'Aula Magna de la mateixa facultat.

## Arquitectura

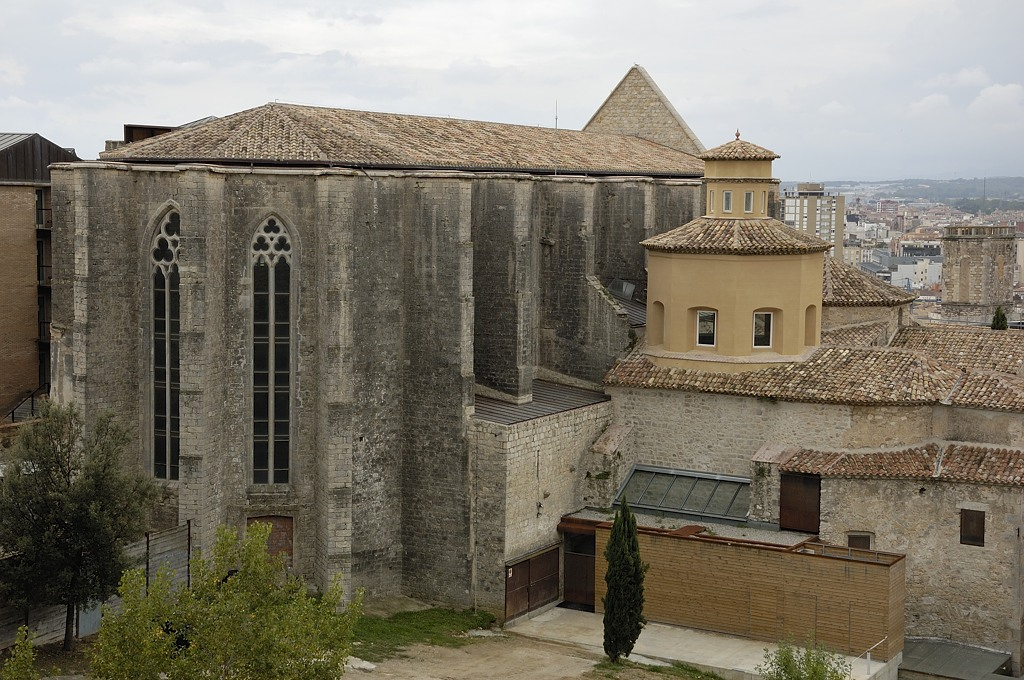
Detall de l'absis de l'església de la Nostra Senyora de l'Anunciació

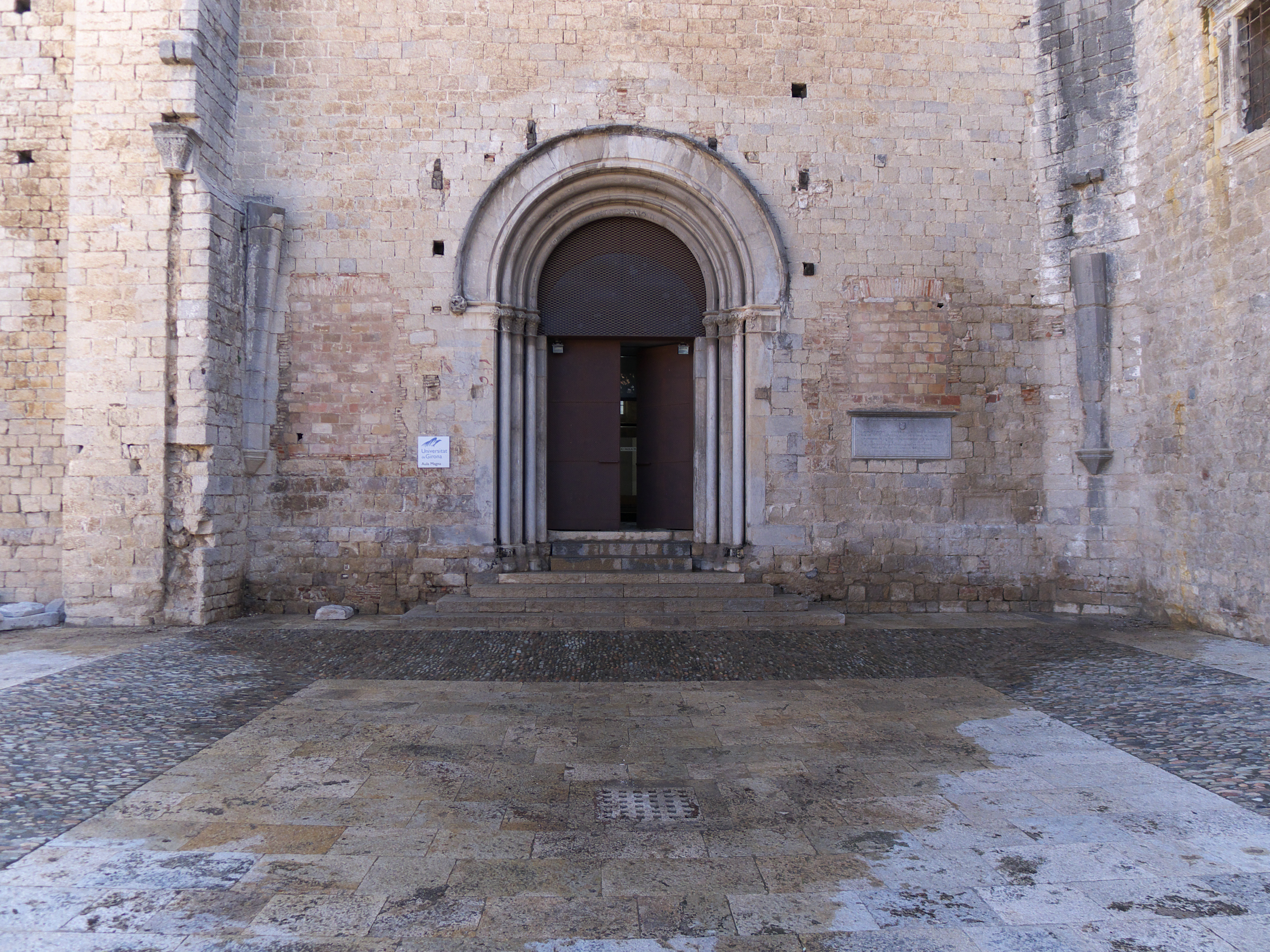
Detall de la porta d'accés a la nau de l'església des del carrer, s'intueix l'arrencada de dos arcs.

La seva església, dedicada a l'Anunciació, constitueix un dels edificis més característics del primer gòtic català. Aquesta església fou consagrada el 1339 consta d'una única nau coberta amb voltes de creueria, il·luminada per finestres altes i estretes i amb capelles entre els contraforts, i absis poligonal. Durant el segle xvii l'església fou redecorada i es construïren noves capelles d'estil barroc. Al segle xviii, i com a prolongació de les del parament nord, es construïren dues capelles barroques, dedicades a sant Dalmau Moner i a la Mare de Déu del Roser. La façana del temple és de factura simple, amb un portal d'arc rodó i arquivoltes en degradació i un rosetó al capdamunt. S'hi accedeix per una escalinata que ha estat restaurada modernament.
L'edifici conventual, a migdia de l'església, forma angle recte amb la façana d'aquesta, ocupa tota la part sud de l'església i s'organitza en dos claustres. Ha sofert diverses ampliacions i modificacions. L'edifici s'organitzava entorn de dos claustres: un d'ells, romànic de transició, que fou enderrocat, i un altre, gòtic, contigu a l'església.
El claustre més proper a l'església –que es troba pràcticament sencer– és de finals del segle xiii i principis del XIV, i representa una transició entre el romànic i el gòtic. Pati que era l'antic claustre originari, que fou desmuntat per les necessitats de caserna. Ara és un espai obert on a sota hi ha la cisterna a la que es baixa per una escala soterrània i feta amb les antigues làpides del claustre. Podria ser un antic passadís fora muralles. Al mig del pati hi ha un pou finament treballat i d'època barroca, amb un escut d'orles i pileta lateral. És octogonal. El nucli central se separa per una petita barana massissa. El pati està envoltat per la Sala Capitular, cel·les antigues i dormitoris. Les façanes estan molt modificades.
El segon claustre té una galeria baixa (segle XIV), formada per 15 arcs d'ogiva trilobulats a cada costat, que descansen sobre columnes geminades i capitells amb motius vegetals. Al segle xvii li fou afegit un pis superior, renaixentista, format per arcs carpanells i columnes llises. Petit conjunt d'arquets de punt rodó, de columnetes i capitells senzills, que funciona com a glorieta dels jardins dels militars, a la part davantera del convent. Estava situat al claustre, ara pati, i fou desmuntat i tornat a muntar al jardí.

## Història
En el convent hi residí l'inquisidor Nicolau Eimeric, i també dos religiosos declarats sants: sant Dalmau Moner i Sant Francesc Coll. Després de l'exclaustració del 1835, el convent fou destinat a caserna. El 1945 l'església fou abandonada pels militars, la qual cosa en permeté la restauració (1956-57), que consistí bàsicament a suprimir el forjat interior que dividia el temple en dos pisos; les dependències conventuals continuen allotjant, però, el Govern Militar.
El 8 de juliol del 1985 fou declarat monument historicoartístic nacional. Al 2000 s'hi va establir la Facultat de Lletres de la Universitat de Girona, la qual cosa ha suposat la rehabilitació integral del conjunt arquitectònic. En aquesta línia s'ha restaurat el claustre i la capella del Roser, molt malmesa. I des de l'inici del curs 2005-2006 també allotja la Facultat de Turisme.